# Sotekia minima
Sotekia minima is een hooiwagen uit de familie Epedanidae.